# Mauzens-et-Miremont
Mauzens-et-Miremont é uma comuna francesa na região administrativa da Nova Aquitânia, no departamento Dordonha. Estende-se por uma área de 20,13 km². Em 2010 a comuna tinha 304 habitantes (densidade: 15,1 hab./km²).